# Cmentarz żydowski w Szczecinku
Cmentarz żydowski w Szczecinku – został założony na początku XVIII wieku i zajmuje powierzchnię 0,2 ha. Uległ dewastacji w okresie III Rzeszy. Zachował się dom przedpogrzebowy (przebudowany na kaplicę ewangelicko-augsburską) oraz jedna macewa z 1756 r. przechowywana w miejscowym muzeum.